# Då skall Jesus komma
Då skall Jesus komma är en psalm med text och musik från 1976 av Pelle Karlsson.

## Publicerad i
- Segertoner 1988 som nr 651 under rubriken "Jesu återkomst".[1]